# Silberflotte

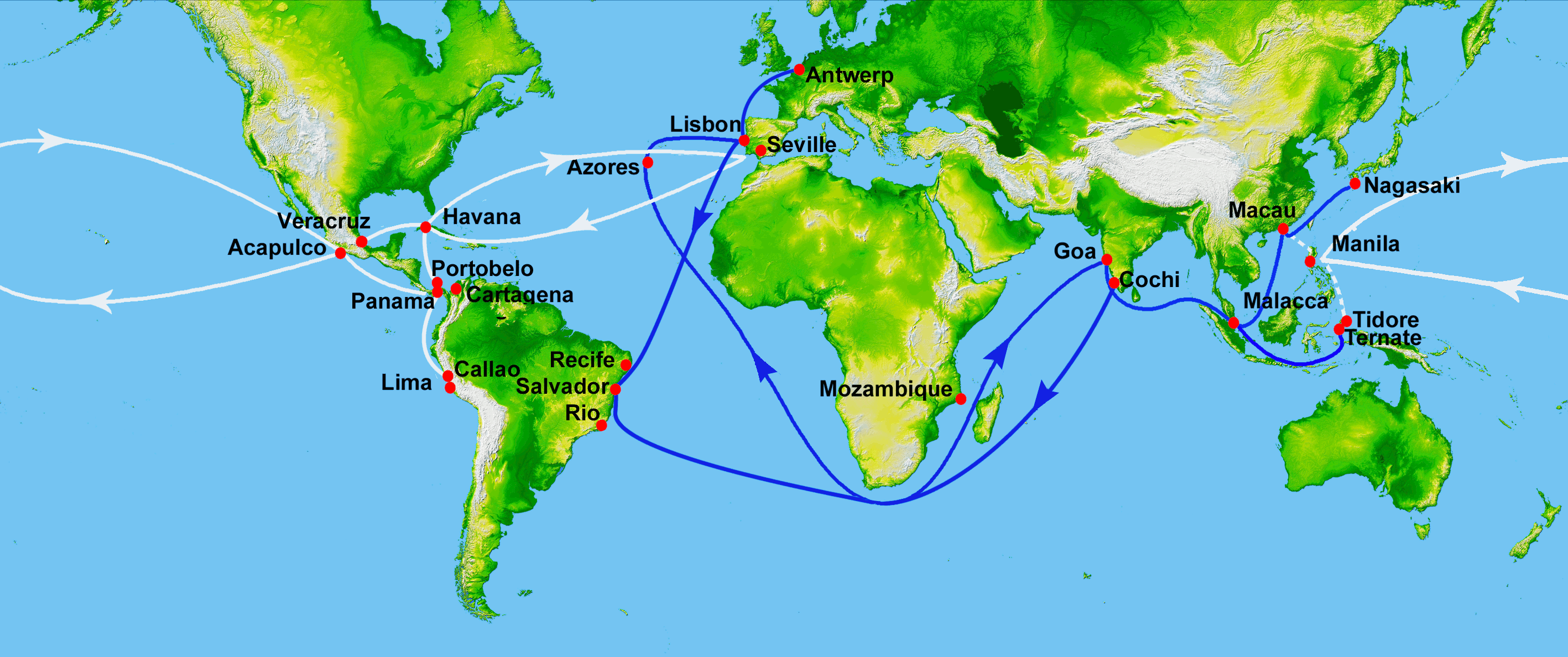
Spanische und portugiesische Handelsrouten im 16. Jahrhundert

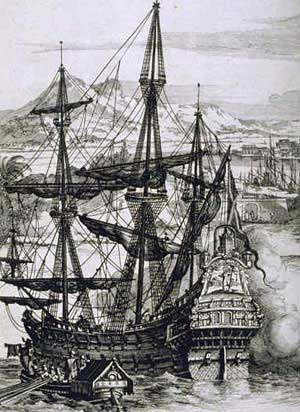
Galeone

Als spanische Silberflotte (spanisch Flota de Indias) wird der Geleitzug bezeichnet, in dem Handelsschiffe vom 16. bis zum 18. Jahrhundert in der Regel zweimal im Jahr, begleitet von Kriegsschiffen, Konvoifahrten nach Mittel- und Südamerika und zurück nach Spanien unternahmen. Die Flotte transportierte auf dem Hinweg Waren des täglichen Bedarfs nach Amerika. Auf dem Rückweg wurden außer den Erträgen der Kolonien in Amerika (vor allem Silber) auch Erträge der Philippinen und Handelswaren aus Ostasien transportiert, die über den Pazifischen Ozean und dann auf dem Landweg zum Atlantik gebracht worden waren.

## Entstehung und Zusammensetzung der Flotte
Die Notwendigkeit, die spanischen Schiffe auf dem Weg von oder nach Amerika zu schützen, wurde bereits 1522 deutlich, als Juan Florin, ein italienischer Freibeuter in französischen Diensten, zwei der drei Schiffe kaperte, auf denen Hernán Cortés die Schätze der Azteken nach Spanien geschickt hatte. Es wurde den Händlern und Reedern empfohlen, Schiffe gemeinsam en conserva, wie es damals hieß, fahren zu lassen, um sich besser gegen Angriffe verteidigen zu können. 1543 wurde angeordnet, dass die Handelsschiffe auf der Carrera de las Indias in zwei Flotten fahren sollten, die Spanien im März und im September verließen, begleitet von einem Kriegsschiff, das durch eine Abgabe, die «tasa de avería», finanziert wurde. Im Jahr 1552 stellte die Marine die Bewachung durch die Kriegsschiffe ein und es wurde angeordnet, dass alle Handelsschiffe bewaffnet werden sollten, um Angriffe von Kaperschiffen abzuwehren. Das Konzept der geschützten Konvois wurde im Jahr 1553 wieder aufgenommen, wobei jeder Flotte vier Kriegsschiffe zugewiesen wurden. Das königliche Dekret vom 10. Juli 1561, das drei Jahre später ergänzt wurde, legte fest, dass die Flotte von Sevilla aus starten sollte. Die königliche Marine eskortierte und bewachte die Handelsschiffe der privaten Eigner.

### Handelsschiffe
Die Handelsschiffe gehörten privaten Eigentümern, die Bürger des Königreiches Kastilien sein mussten. Diese Vorschrift wurde häufig dadurch umgangen, dass ausländische Reeder über kastilische Strohmänner handelten. Da die auf der Hinreise zu befördernden Güter sehr viel sperriger waren als das Edelmetall auf der Rückreise, setzte man für die Hinfahrt gerne auch zum Ausrangieren reife Schiffe ein; so bestand die Flotte auf dem Hinweg im Durchschnitt aus 73, auf dem Rückweg aus 50 Schiffen.
Verschiedene Handelsschiffe waren gelegentlich auch mit bis zu zwölf Kanonen ausgestattet und hatten häufig Infanteriesoldaten an Bord. Die Pilotos leisteten ihren Dienst im Auftrag der Händler, aber mit einer Lizenz der Casa de la Contratación.

### Kriegsschiffe
Den Oberbefehl über die gesamte Flotte hatte ein Generalkapitän, der in erster Linie Soldat war und nicht unbedingt Seemann. Das Flaggschiff des Generalkapitäns, die Capitana, führte den Geleitzug an, den Abschluss bildete die Almiranta, das Admiralsschiff. Auch der Admiral hatte eine militärische und nicht unbedingt eine seemännische Karriere hinter sich. Auf beiden Schiffen war außer den Matrosen und den für die Bedienung der Kanonen notwendigen Artilleristen ein Kontingent von jeweils ca. 30 Infanteriesoldaten stationiert. Der größte Teil der Silber- und Goldschätze wurde auf diesen Kriegsschiffen transportiert. Der Generalkapitän und der Admiral wurden vor jeder Fahrt vom König ernannt und durch die Krone besoldet. Zusätzlich begleiteten den Geleitzug ein oder zwei Nachrichtenschiffe (Pataches). Das waren kleine, schnelle Schiffe, die vorausfuhren und aufklärten, ob sich fremde Schiffe dem Konvoi näherten; daneben kündigten sie auch die Flotte im Zielhafen an.

### Casa de Contratación
Durch ein Dekret des kastilischen Königspaares wurde die Casa de Contratación am 14. Februar 1503 in Sevilla gegründet. Sie war für die Organisation und Kontrolle der Flotte vor der Abfahrt und nach der Rückkehr zuständig. Nach zwei Jahrhunderten wurde die Casa de Contratación durch ein Dekret von König Philipp V. vom 8. Mai 1717 nach Cádiz verlegt und 1790 aufgelöst.
Die Casa de la Contratación bestimmte, welche Schiffe an dem Geleitzug nach Amerika teilnahmen. Die Steuerleute und Kapitäne der Handelsschiffe des Geleitzuges wurden von der Casa de la Contratación ausgebildet und bekamen ihre Patente nur durch diese Institution. Die notwendigen Seekarten für die Fahrten nach Amerika wurden von den Mitarbeitern der Casa de la Contratación erstellt, auf dem neuesten Stand gehalten und an die zuständigen Personen vermittelt. Rechtsstreitigkeiten, die sich aus den Handelsbeziehungen mit den amerikanischen Kolonien ergaben, wurden von einem besonderen Gerichtshof der eigenen Organisation entschieden. Die Casa de la Contratación kontrollierte die Ladung anhand der Ladelisten beim Auslaufen und beim Einlaufen der Flotte und erhob die fälligen Zölle und Gebühren; außerdem entschied sie über die Berechtigung von Personen, Handel mit Amerika zu treiben oder nach Amerika auszuwandern.

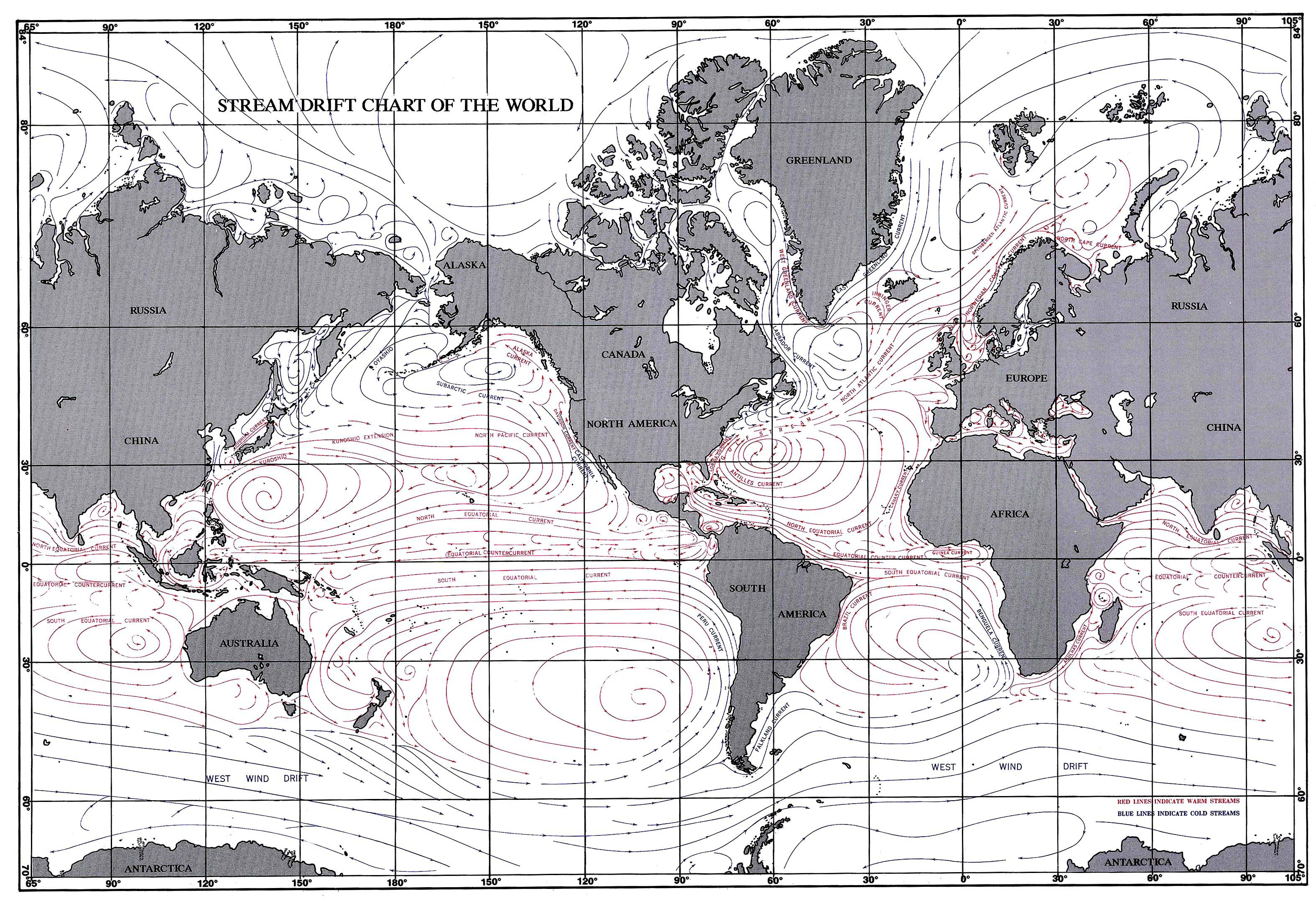
Meeresströmungen

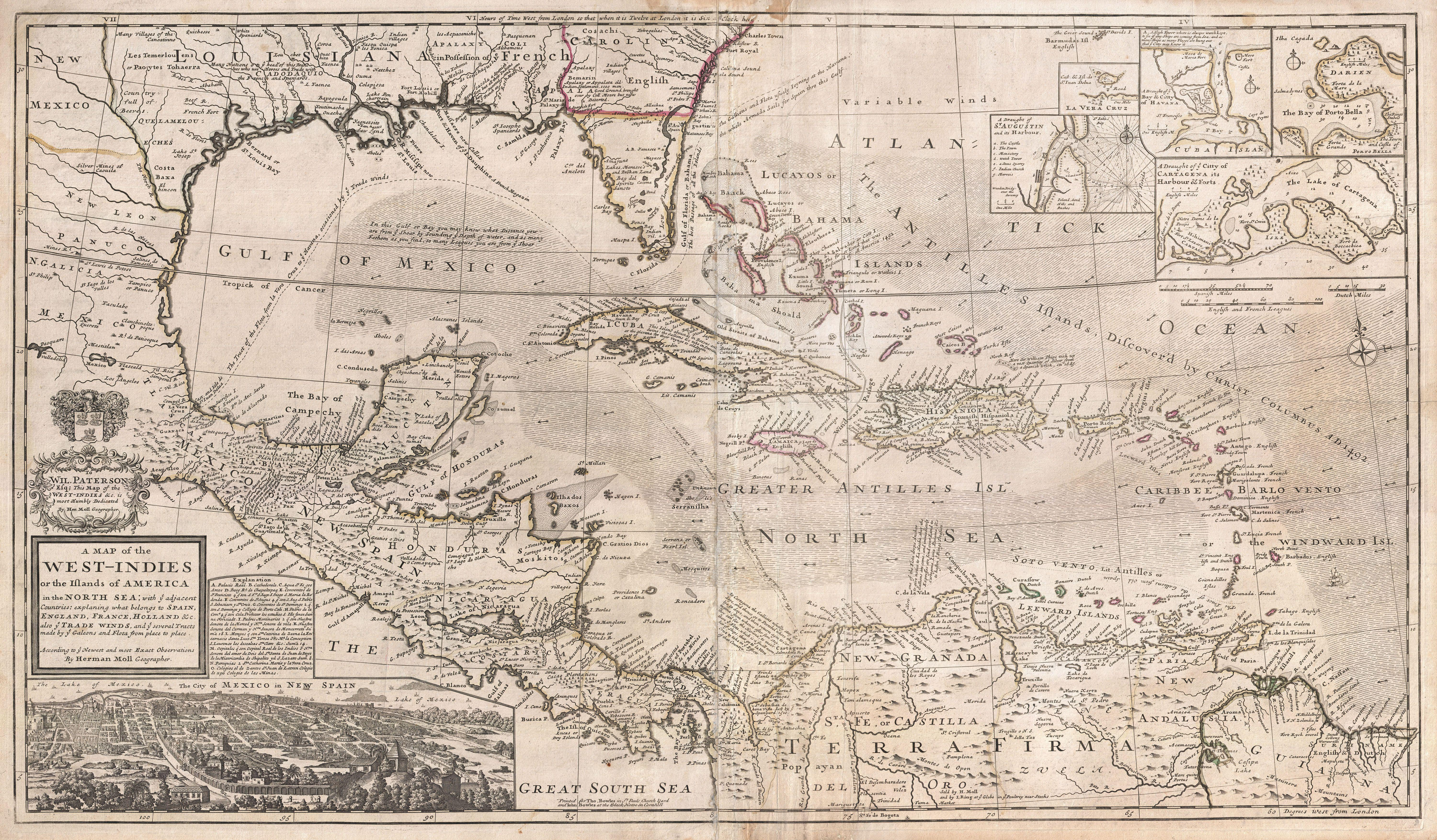
Das Zielgebiet der Flotte

## Die Routen der Flotten
Ausgangs- und Endhafen der Amerikafahrten (Carrera de Indias) war anfangs Sevilla, später Cádiz. Die Flotte nutzte die verschiedenen Meeresströmungen: Kanarenstrom – Nordäquatorialstrom – Floridastrom und Golfstrom, um in einem Rundkurs von Spanien nach Amerika und wieder zurück zu gelangen. Die in der Ordonnanz König Philipps im Jahr 1561 festgelegten Termine für die Amerikafahrten waren aufgrund der Wetter- und Windverhältnisse sowie häufiger Verzögerungen des Beladevorgangs nicht zu halten. Die Verzögerungen führten dazu, dass die Flotte in die gefürchtete Zeit der Stürme geriet. 1564 wurde daher eine neue Regelung geschaffen; diese sah vor, dass die Neu-Spanien-Flotte (Flota de Nueva España) im März oder April, die Festland-Flotte (Flota de Tierra-Firme) im August oder September aufbrachen.

### Die Route der Neu-Spanien-Flotte
Die „Neu-Spanien-Flotte“ segelte von Sevilla aus südlich an den Großen Antillen vorbei und entsandte einzelne Schiffe dorthin; ihr Ziel war Vera Cruz im Golf von Mexiko, dessen Hafen durch die Befestigungsanlage auf San Juan de Ulúa geschützt war; mit ihrem Bau war im Jahr 1565 begonnen worden. Die Fahrt über den Ozean dauerte rund drei Monate. Nach dem Entladen der Güter, die vorwiegend für Mexiko-Stadt bestimmt waren, überwinterten die Schiffe normalerweise in Veracruz. Während dieser Zeit wurden die Schiffe mit den in Mexiko gewonnenen Edelmetallen, aber auch mit anderen in Amerika erzeugten Handelswaren beladen; diese machten wertmäßig aber nur einen kleinen Teil aus. Im Jahr 1594 z. B. betrug der Wert des Silbers 95,5 % des Gesamtwerts der Ladung, in der Zeit zwischen 1747 und 1778 waren es 77,6 %.
In Veracruz übernahm die Flotte auch die Ladung, die die Galeone der Philippinen aus der Kolonie in Acapulco entladen hatte und die über Land vom Pazifischen zum Atlantischen Ocean gebracht worden war. Dabei handelte es sich zu einem großen Teil um Waren, die in Ostasien gegen Silber eingetauscht worden waren. (Der Wert dieser Waren ist in den oben angegebenen Prozentzahlen nicht enthalten.)

### Die Route der Festland-Flotte
Die „Festland-Flotte“ (Tierra-Firme, Galeones) landete in Cartagena (Kolumbien) und hatte ihre Endstation in Nombre de Dios (Panama), seit 1593 in Portobelo auf dem Isthmus von Panama. Die Ladung wurde über Land mit Lamas und Maultieren an die Pazifikküste geschafft und von da aus wieder mit den Schiffen der Armada del Mar del Sur zum Hafen von Callao. Anschließend wurde die Ladung wieder mit Lamas und Maultieren nach Potosí gebracht. In Potosí wurde der bedeutendste Teil des Silbers gewonnen und zu einem Teil bereits in Münzen geprägt. Genau in Gegenrichtung verlief dann der Transport des Silbers.
Sammelpunkt für beide Flotten war im Frühjahr (Havanna). Die Zeit für die Rückreise betrug mehr als vier Monate.

### Die Route der Asienflotte
Die Philippinen waren von 1569 bis 1898 spanische Kolonie. Die „Manila-Galeone“, benannt nach der Hauptstadt, war zwar nicht Teil der Silberflotte, brachte aber einen großen Anteil der Ladung zur Silberflotte nach Amerika. Diese Galeone transportierte Silber von Amerika nach Asien und auf dem Rückweg Seide, Gewürze, Porzellan und andere Produkte nach Acapulco oder nach Panama-Stadt, die in China oder auf den Philippinen produziert und eingetauscht worden waren. Von Acapulco aus wurden die Waren über Land nach Veracruz, von Panama aus nach Portobelo transportiert. Diese Asienflotte bestand meist nur aus einer, gelegentlich auch bis zu drei mit Kanonen bewaffneten Galeonen, die von Manila nach Acapulco und weiter nach Panama fuhren; von dort aus ging es zurück nach Acapulco und wieder weiter nach Manila.

## Ladung der Flotte

### Ladung der Flotte auf dem Weg nach Amerika
Die Ladung setzte sich aus den Waren verschiedener Händler zusammen. Auf dem Weg nach Amerika bestand die Ladung der Schiffe einerseits aus Dingen des täglichen Bedarfs. Da in den Kolonien keine Manufakturen gegründet werden durften, mussten auch Ausrüstungsgegenstände eingeführt werden, die z. B. für die Zuckerfabrikation notwendig waren. Ein Teil dieser Waren stammte allerdings nicht aus Spanien, sondern wurde aus Deutschland, Holland oder Italien nach Spanien gebracht. Es durften in den Kolonien auch keine Weinreben gepflanzt werden, so dass ein Teil der Ladung aus Wein und Weinbrand bestand. Das in Amerika gefundene Quecksilber, das zur Gewinnung von Silber verwendet wurde, reichte nicht aus, um den Bedarf zu decken. Daher wurde Quecksilber aus Spanien eingeführt. Das Beladen der Schiffe dauerte gewöhnlich drei bis sechs Monate.

### Ladung der Flotte auf dem Weg nach Spanien
Der wichtigste Teil der Ladung bestand aus in Amerika gewonnenen Edelmetallen, in erster Linie Silber. Das Kronsilber machte nur 37 % des nach Europa geschickten Edelmetalls aus, der größere Teil kam als Privatsilber. Der Schatz El tesoro bestand aus Silberbarren, Goldbarren und bereits in Amerika geprägten Münzen sowie aus Edelsteinen und Perlen. Außerdem wurde Zucker, Kakao, Tabak, Häute, Koschenille, Indigo, die in Amerika hergestellt wurden, nach Spanien verschifft. Einen wichtigen Bestandteil der Ladung stellten Waren dar, die in China gegen amerikanisches Silber eingetauscht wurden sowie Erzeugnisse der Philippinen, die mit der Manila-Galeone nach Amerika gebracht wurden. Dabei handelte es sich um Porzellan, Stoffe und Gewürze.

### Schmuggel und Betrug
Der Betrug begann bei den Ladelisten der Schiffe, die den Prüfern der Casa de la Contratación bei der Abfahrt nach Amerika vorgelegt wurden und den Daten der Seeleute und Passagiere (meist Auswanderer). Nicht nur, dass die Handelswaren z. T. falsch deklariert waren, auch das private Gepäck der Mitreisenden enthielt meist mehr Schmuggelware als deklarierte Ladung. Die persönlichen Daten der Passagiere wurden häufig so verändert, dass die Prüfer der Casa de la Contratación (u. U. nach einer Schmiergeldzahlung) keine Einwendungen gegen die Ausreise nach Amerika erhoben. Die Ladelisten, die in Amerika aufgestellt wurden, enthielten häufig nicht die gesamte Ladung. Auf dem Rückweg von Amerika wurde der Konvoi dann vor der spanischen Küste von „Versorgungsschiffen“ angelaufen, die Teile der Ladung übernahmen, bevor die Schiffe in Sevilla bzw. Cádiz einliefen und von den Beamten der Casa de la Contratación überprüft werden konnten. Offiziell kamen in den Jahren zwischen 1503 und 1660 181 t Gold und 16.887 t Silber in Spanien an. Wenn man versucht, die geschmuggelten und veruntreuten Beträge zu berücksichtigen, kommt man auf etwa 300 t Gold und 25.000 t Silber.

## Verluste der Flotte

### Verluste durch feindliche Angriffe
Die Konvoifahrten der spanischen Flotte waren eingerichtet worden, um Angriffe auf die Handelsschiffe abwehren zu können. Trotz des bewaffneten Geleitschutzes wurde die Flotte verschiedentlich angegriffen.
- 1628 gelang dem niederländischen Freibeuter Piet Pieterszoon Heyn vor Kuba der bis dahin größte Kaperschlag gegen die Silberflotte. Heyn handelte im Auftrag der West-Indischen Compagnie (WIC) und erbeutete Schätze, deren Wert auf 12[16] bis 15 Millionen Gulden geschätzt wird. Zu dieser Zeit standen sich die Niederlande und Spanien im Achtzigjährigen Krieg als Feinde gegenüber.
- 1656 segelte eine aus acht Schiffen bestehende Silberflotte von Havanna in Richtung Cádiz. Am 19. September griff ein Geschwader der Englischen Marine unter Kapitän Richard Stayner die Schiffe an, kurz bevor diese ihr Ziel erreicht hatten. Zwei spanische Schiffe wurden versenkt, zwei Schiffe verbrannten, zwei Schiffe erreichten den Hafen von Cádiz, zwei Schiffe konnten mit ihrer Ladung von den Engländern erobert werden. Der Wert dieser Ladung wurde von englischer Seite mit 3 Millionen Pfund angegeben.[17]
- 1657 lief eine Flotte, die aus neun Handelsschiffen und zwei Kriegsschiffen bestand, an Stelle von Cádiz vorerst die Kanarischen Inseln an. Eine englische Flotte aus 28 Kriegsschiffen unter dem Kommando von Robert Blake versenkte die Schiffe in der Bucht von  Santa Cruz de Tenerife. Die Fracht der Schiffe war allerdings vor dem Angriff an Land gebracht worden.[18]
- 1702 griff eine englisch-holländische Flotte unter Admiral Sir George Rooke und Philipp van Almonde im Verlauf des Spanischen Erbfolgekrieges die spanische Flotte an, die von Amerika kommend in der Bucht von Vigo lag. Die spanische Flotte bestand aus 19 Handelsschiffen, die von 23 Schiffen der französischen Flotte geschützt werden sollten. Die Beute wurde mit 1,5 Millionen Pfund angegeben.[19]
- 1708 attackierte, ebenfalls im Kontext des Spanischen Erbfolgekrieges, ein britischer Flottenverband unter Commodore Charles Wager einen aus 18 Schiffen bestehenden Geleitzug südwestlich von Cartagena de Indias. Im Verlauf des Gefechtes sank das spanische Flaggschiff, die Galeone San José, welche aufgrund eines vermutlich milliardenschweren Münz- und Edelsteinschatzes an Bord auch als der „heilige Gral der Schiffswracks“ bezeichnet wird.[20]→ Hauptartikel: Schlacht von Cartagena de Indias (1708) und San José (Schiff, 1700)

### Verluste durch natürliche Ereignisse
Nur ein geringer Anteil der Schiffe fiel feindlichen Angriffen zum Opfer; weitaus mehr Schiffe gingen durch Naturgewalten verloren.
Bei 14.456 Überfahrten in den Jahren 1546 bis 1650 wurden 402 Schiffe durch Unwetter zerstört. Bei 2.221 Überfahrten in den Jahren 1717 bis 1772 waren es 85.
- 1622 versank das Schiff Nuestra Señora de Atocha vor Florida. Dieses Schiff wurde wegen der Geschichte seiner Auffindung und der Streitigkeiten bei der Hebung des Schatzes bekannt.[22]
- Die Nuestra Señora de las Maravillas sank im Januar 1656 bei den Bahama Banks.[23]
- Am 24. Juli 1715 verließ ein Konvoi den Hafen von Havanna mit dem Ziel Spanien. Er bestand aus vier Schiffen der Neu-Spanien-Flotte, sechs Schiffen der Festlandflotte und einem französischen Handelsschiff. Der Wert der gesamten Ladung betrug über 14 Millionen Peso. Am 30. Juli geriet die Flotte vor Florida in ein Unwetter, bei dem alle Schiffe mit Ausnahme des französischen Handelsschiffs, der El Grifon, zerstört wurden.[24][25]→ Hauptartikel: Untergang der Silberflotte (1715) und Urca de Lima
- 17 Handelsschiffe und vier Kriegsgaleonen verließen am 13. Juli 1733 den Hafen von Havanna in Richtung Spanien. Die Schiffe waren mit Gold, Silber, Leder, Gewürzen, Tabak, Porzellan und Juwelen im Wert von 12 Millionen Pesos beladen. Zwei Tage nach dem Auslaufen, als sich die Schiffe vor Florida befanden, ordnete der Kommandant der Flotte die Umkehr an, weil er mit einem Orkan rechnete. Dieser Orkan kam dann eher als erwartet und vernichtete alle Schiffe bis auf eines. Da einige Schiffe an die Küste getrieben wurden und in flachem Wasser strandeten, konnte sich ein Teil der Besatzungen retten. Auch ein Teil der Ladung konnte später geborgen werden.[26]→ Hauptartikel: Untergang der Silberflotte (1733)

## Ende der Konvoifahrten
Ab 1765 wurde das starre System der Konvoifahrten gelockert. Die letzte Flotte lief im Jahr 1776 aus. Das Freihandelsreglement (Reglamento para el Comercio Libre) aus dem Jahr 1777 gestattete den freien Schiffs- und Handelsverkehr zwischen nahezu allen kolonialen Häfen und denen des Mutterlandes. Das Handelsmonopol der Städte Sevilla und Cadiz wurde beseitigt und allen Häfen Spaniens ein direkter Zugang zu dem amerikanischen Markt ermöglicht.
Die Casa de Contratación wurde 1790 aufgehoben.